# Бурда, Александр Фёдорович
Алекса́ндр Фёдорович Бурда́ (12 апреля 1911 — 25 января 1944) — советский офицер, танковый ас, гвардии подполковник.

## Биография
Родился 12 апреля 1911 года в посёлке Ровеньки (ныне город в Луганской области), в семье донецкого шахтёра. Украинец. Старший сын в многодетной семье (9 детей). Отец погиб в гражданской войне.
Окончил 6 классов. Вначале был пастухом, затем выучился на электромонтёра, позже работал слесарем на шахте № 15 «Валентиновка» (ныне закрытая шахта «Ударник») в Ровеньках.
В 1932 году призван в армию, проходил службу в 5-й тяжёлой танковой бригаде. С этого же года — член ВКП(б). После окончания полковой школы в 1934 году Бурда получил специальность пулемётчика третьей башни. Так началась его карьера танкиста. Затем был назначен командиром центральной башни. Прошёл специальные курсы, которыми руководили инженеры с завода, производящего танки Т-35.
В 1936 году окончил в Харькове курсы по подготовке средних командиров. Прошёл путь от механика-водителя танка до командира учебного радиовзвода. По окончании курсов стал командиром взвода и служил в учебной танковой роте Б. А. Шалимова. После завершения срока службы решил связать свою судьбу с армией.
В 1939 году Бурда — слушатель автобронетанковых курсов усовершенствования командного состава в городе Саратов, которые он окончил накануне войны, сдав все предметы на «отлично». В короткий срок досконально изучил и освоил танковое дело. Его мастерство и успехи отмечены приказом командующего Приволжским военным округом. Награждён значком «Отличник РККА».
Далее проходил службу в 14-й тяжёлой танковой бригаде (до 1939 года — 5-я тяжёлая танковая бригада), расположенной в городе Станиславов. Назначен командиром роты средних танков Т-28. Летом 1940 года на основе 14-й бригады была создана 15-я танковая дивизия. В её рядах А. Ф. Бурда служил вместе со своим другом и соперником П. А. Заскалько и многими другими танкистами, которые потом воевали в рядах бригады Катукова.

## В годы Великой Отечественной войны
Великая Отечественная война застала А. Ф. Бурду у западной границы, в городе Станиславов в 15-й танковой дивизии. В первые же дни войны получил боевое крещение — прикрывая отход 15-й танковой дивизии, разгромил немецкое танковое подразделение в Винницкой области. В этом бою командиром орудия его Т-28 был танкист-ас — сержант Стороженко В. Я.
В 4-ю отдельную танковую бригаду Александр Фёдорович пришёл командиром роты. На его боевом счету уже числилось 8 уничтоженных танков и 4 колёсные машины противника. За время войны участвовал в боях под Орлом и Мценском, на Волоколамском шоссе, на Калининском фронте и на Воронежской земле.
В свободное от боёв время — весельчак, танцор, песенник.
Первая боевая задача, успешно выполненная подразделением Бурды в составе 4-й бригады, заключалась в разведке сил противника в Орле. 4 октября 1941 года совместно с командиром 1-го танкового батальона капитаном В. Гусевым и десантом мотопехоты его подразделение Т-34 и КВ-1 из засады уничтожило колонну моторизованной пехоты противника. Боевой счёт группы Бурды составил 10 средних и лёгких танков, 2 тягача с противотанковыми орудиями, 5 автомашин с пехотой, 2 ручных пулемёта и до 90 солдат и офицеров противника. Документы и захваченные пленные помогли установить, что перед фронтом бригады находился 24-й моторизованный корпус Гудериана в составе двух танковых (3-я и 4-я) и одной моторизованной дивизий. Было установлено, что «противник, спешно подтягивая свои резервы, главными силами стремится развить успех, действуя вдоль шоссе Орёл—Мценск—Тула и с южного направления обеспечить выход к Москве».
В ходе летних боёв 1942 года Бурда был ранен, осколками триплекса и окалины было повреждено глазное яблоко, после успешной операции зрение удалось сохранить. Вот как описывал этот момент в своих мемуарах маршал Катуков:

В разгар боя машина Бурды выскочила на задворки села и вдруг командир увидел замаскированную в огородах и садах батарею противотанковых орудий. Немецкие артиллеристы тоже заметили танк Бурды. Снаряды загрохотали по броне тридцатьчетвёрки. И тут случилось почти невероятное: вражеский снаряд влетел прямо в канал ствола танковой пушки и разорвался внутри машины.

В январе 1943 года командир полка Бурда должен был совершить глубокий поиск по тылам противника, с тем чтобы найти и вывести из окружения большую группу кавалеристов. Умело используя местность и погодные условия, танки Бурды без помех перешли линию фронта. В ходе поиска танкисты разгромили немецкую автотанковую колонну. Кавалеристы были найдены, и на броне и санях переправлены через линию фронта. И хотя противник уже знал, что в его тылу находится советский танковый полк, и готовился отразить нападение, танкисты Бурды совместно с 3-й механизированной бригадой, державшей оборону на линии фронта, прорвали линию фронта и почти двое суток прикрывали выход кавалерийского отряда из окружения.
В наступательной операции при вводе армии в прорыв в районе Грузька в направлении Бердичев-Казатин-Винница А. Ф. Бурда уже командовал 64-й гвардейской танковой бригадой (49-й танковой бригадой). С 23 декабря 1943 года по 25 января 1944 года бригада прошла 200 километров, освободила ряд населённых пунктов, уничтожила немецких солдат и офицеров — 2060, танков — 43, из них 14 «Тигров», орудий разного калибра — более 126, самоходных орудий «Фердинанд» — 9, складов с боеприпасами и другим имуществом — 5.
В боях на Курской дуге танковая бригада Бурды находилась в полосе удара немецких войск. По воспоминаниям генерала М. Катукова: «По сообщению командира 49-й танковой бригады А. Ф. Бурды, на их участке противник атаковал непрерывно. По пятьдесят-сто танков шло. Бьешь по ним, а снаряды рикошетом отлетают. Потери ужасные, процентов шестьдесят бригады».
25 января 1944 года при прорыве корсунь-шевченковского мешка противник 12 танками «Тигр» вышел на командный пункт бригады в районе села Цыбулев (ныне посёлок Монастырищенского района Черкасской области на Украине). Создалась угроза уничтожения штаба бригады и захвата ценных документов. В распоряжении Александра Фёдоровича был только один танк, и Бурда вступил в единоборство с 12 танками противника. Огнём своего танка Александр Федорович вывел из строя две вражеские машины. За время боя штаб бригады успел выйти из-под огня и ценные документы были спасены. В танк Бурды прямым попаданием влетело несколько болванок. Осколком, отлетевшим от брони внутри танка, Бурда был смертельно ранен.

За три года войны, что мы вместе прошли с Александром Фёдоровичем, не было, пожалуй, ни одного крупного сражения, в котором он бы не участвовал. На Курской дуге он учил танкистов, как надо держать активную маневренную оборону в масштабах бригады, в Белгородско-Харьковской операции показал образец того, как надо водить танки в стремительное наступление. И закончил он свой путь в Корсунь-Шевченковской операции. Лихими налётами сковал противника на одном из участков, не дав ему выйти из котла.
— Дважды Герой Советского Союза Маршал бронетанковых войск Катуков М. Е. На острие главного удара. Издание второе, исправленное / М.: Военное издательство Министерства обороны СССР, 1976. — С. 291.
По мнению однополчанина А. Ф. Бурды подполковника запаса Б. В. Кукушкина, подвиг комбрига состоял в следующем:

1. Будучи выдержанным и дисциплинированным, не сменил КП без разрешения старшего начальника, несмотря на то, что обстановка была крайне тяжелой;
2. Своим мужеством и спокойствием вселил в своих офицеров и солдат уверенность, что все кончится благополучно и тем предотвратил замешательство в самую трудную минуту;
3. Невзирая на большую опасность, смело вступил в бой с превосходящими силами противника, отвлек огонь на себя и тем самым обеспечил вывод штаба на новые позиции и спасение знамени бригады, хотя и ценой своей жизни.

За подвиг и мужество указом Президиума Верховного Совета СССР от 24 апреля 1945 года Александру Фёдоровичу Бурде присвоено (посмертно) звание Героя Советского Союза. Александр Фёдорович похоронен в посёлке Ружин (Житомирская область), где ему установлен памятник.
Всего экипажем А. Ф. Бурды было подбито более 30-ти танков. У А. Ф. Бурды остались жена Анна Ивановна и двенадцатилетний сын Евгений.

## Награды
- Медаль «Золотая Звезда» Героя Советского Союза (24 апреля 1945, посмертно);
- дважды Орден Ленина (??; 24 апреля 1945, посмертно);
- орден Красного Знамени;
- орден Отечественной войны I степени.

## Память
Именем танкиста назван один из районных центров Украины. В посёлке Ружин одна из улиц носит название «Имени комбрига А. Ф. Бурды», в родном городе Ровеньки, Ивано-Франковске и Черновцах есть улицы «Героя Бурды», в селе Ивахны есть улица Бурды.